# Mansfield (Missouri)
Mansfield é uma cidade localizada no estado americano de Missouri, no Condado de Wright.

## Demografia
Segundo o censo americano de 2000, a sua população era de 1349 habitantes.
Em 2006, foi estimada uma população de 1358, um aumento de 9 (0.7%).

## Geografia
De acordo com o United States Census Bureau tem uma área de
4,1 km², dos quais 4,1 km² cobertos por terra e 0,0 km² cobertos por água. Mansfield localiza-se a aproximadamente 452 m acima do nível do mar.

## Localidades na vizinhança
O diagrama seguinte representa as localidades num raio de 28 km ao redor de Mansfield.